# Ultraljubičasto zračenje
Ultraljubičasto zračenje, ultraljubičasta svjetlost ili ultravioletno zračenje (oznaka UV prema eng. ultraviolet) je elektromagnetsko zračenje valnih duljina od približno 10 do 400 nanometara, to jest između rendgenskoga zračenja i ljubičastoga dijela vidljive svjetlosti, i energiji fotona od 3 eV do 124 eV. Većina kemijskih tvari jako apsorbira ultraljubičasto zračenje. Tako se spektar Sunca promatran s površine Zemlje naglo prekida na valnim duljinama kraćima od 290 nm, jer zračenje ispod 290 nm apsorbira ozon u atmosferi (u spektru Sunčeva zračenja na ultraljubičasto zračenje otpada samo 10% energije). Ultraljubičasto zračenje se može dobiti s pomoću umjetnih izvora, na primjer električnoga luka, najčešće živina luka. Budući da su kremen i fluorit propusniji za ultraljubičasto zračenje od običnoga stakla, leće i prizme za rad u ultraljubičastom području načinjene su od tih tvari. Ultraljubičasto zračenje se prema valnim duljinama dijeli na: 
- blisko ultraljubičasto područje (400 do 300 nm), prisutno u Sunčevoj svjetlosti, uzrokuje biološke učinke;
- srednje ultraljubičasto područje (300 do 200 nm), koje neki nazivaju i dalekim ultraljubičastim područjem, svojstvena je mogućnost gotovo neometana prolaska kroz zrak i vodu (kisik i vodena para jako apsorbiraju zračenje valnih duljina manjih od 185 nm, dušik manjih od 100 nm);
- ekstremno ultraljubičasto područje (200 do 10 nm), koje se naziva i vakuumskim ultraljubičastim područjem, jer zračenje tih valnih duljina zrak gotovo u potpunosti apsorbira;

Ultraljubičasto zračenje djeluje snažno na kožu i potkožno tkivo; među ostalim ono ubrzava stvaranje pigmenta (koža potamni), a djelujući na ergosterol proizvodi vitamin D. Primjenjuje se u liječenju nekih kožnih bolesti, za sprječavanje rahitisa kod djece i tako dalje. Snažan je izvor ultraljubičastoga zračenja Sunce (helioterapija). Stalna izloženost Sunčevu ultraljubičastomu zračenju (na primjer u mornara, poljskih radnika) postupno otvrdnjuje kožu, uzrokuje njezino ubrzano starenje i često različite bolesti, uključujući i rak kože.
Ultraljubičasto zračenje upotrebljava se i u mikroskopiji. Najmanja čestica koja se može vidjeti mikroskopom ne može biti manja od jedne trećine valne duljine upotrijebljenoga zračenja. Stoga se ultraljubičasto zračenje, koje je kraće valne duljine od vidljive svjetlosti, koristi kada je potrebno detaljnije razlučivanje. Ultraljubičasti mikroskopi akromatizirani su za valnu duljinu od 365 nm (ultraljubičasto područje) i valnu duljinu 546 nm (vidljivo područje) spektra živina luka. Ultraljubičasto zračenje primjenjuje se i u fizikalno-kemijskim istraživanjima i kemijskoj analizi (spektroskopija).

## Otkriće
Otkriće ultraljubičastog zračenja je povezano s promatranjem srebrnih soli (AgBr, AgCl i AgI), koje potamne kad su izložene Sunčevim zrakama. Ultraljubičasto zračenje otkrio je 1801. J. W. Ritter, koji je opazio da kristali srebrnoga klorida tamne kada se izlože djelovanju zračenja u područje spektra iza ljubičastoga dijela. Godine 1862. G. G. Stokes je uporabom fluorescentnoga detektora odredio granicu područja ultraljubičastoga zračenja na 183 nm. Između 1885. i 1903. ustanovljeno je da se ultraljubičasto zračenje manjih valnih duljina ne zamjećuje, jer ga apsorbiraju zrak, kremene leće i prizme te želatina u fotografskoj emulziji. Viktor Schumann (1841. – 1913.) konstruirao je prvi vakuumski spektrograf s fluoritnim prizmama i pomaknuo granicu ultraljubičastoga zračenja do približno 130 nm. Daljnji prodor u područje ultraljubičastoga zračenja učinio je Theodore Lyman (1874. – 1954.) otkrivši seriju vodika s prvom linijom na 121,57 nm i krajem serije na 91,17 nm, takozvanu Lymanovu seriju. R. A. Millikan uspio je postići valnu duljinu od 14 nm. Konačno je 1927. postignuto prekrivanje područja ultraljubičastoga i rendgenskoga zračenja.

## Podjela
Elektromagnetski spektar ultraljubičastog svjetla se može podijeliti na veliki broj načina. Sljedeća podjela je prema prijedlogu međunarodnog standarda, koji određuje Sunčevo zračenje (ISO-DIS-21348):
| Naziv                                                              | Skraćenica | Valna duljina područja u nanometrima | Energija po fotonu |
| ------------------------------------------------------------------ | ---------- | ------------------------------------ | ------------------ |
| Ultraljubičasto A ili dugovalno područje, (crno svjetlo)           | UVA        | 400 nm–315 nm                        | 3,10–3,94 eV       |
| Blisko UV                                                          | NUV        | 400 nm–300 nm                        | 3,10–4,13 eV       |
| Ultraljubičasto B ili srednjevalno područje                        | UVB        | 315 nm–280 nm                        | 3,94–4,43 eV       |
| Srednje UV                                                         | MUV        | 300 nm–200 nm                        | 4,13–6,20 eV       |
| Ultraljubičasto C ili kratkovalno područje, (antimikrobno svjetlo) | UVC        | 280 nm–100 nm                        | 4,43–12,4 eV       |
| Daleko UV                                                          | FUV        | 200 nm–122 nm                        | 6,20–10,2 eV       |
| Vakuumsko UV                                                       | VUV        | 200 nm–100 nm                        | 6,20–12,4 eV       |
| Duboko UV                                                          | LUV        | 100 nm–88 nm                         | 12,4–14,1 eV       |
| Super UV                                                           | SUV        | 150 nm–10 nm                         | 8,28–124 eV        |
| Ekstremno UV                                                       | EUV        | 121 nm–10 nm                         | 10,2–124 eV        |